# N5 (Frankrijk)
De N5 of Route nationale 5, ook Route Blanche (Witte Weg) genoemd, is een nationale weg in Frankrijk. De weg loopt van Poligny via Champagnole naar de grens met Zwitserland. In Zwitserland loopt de weg als Hauptstrasse 123 verder richting Nyon en Genève. 

## Geschiedenis
In 1811 liet Napoleon Bonaparte de Route impériale 6 aanleggen van Parijs naar Rome en Napels via de Simplonpas en Milaan. In 1824 werd de huidige N5 gecreëerd uit de oude route van de Route impériale 6. Deze weg liep van de Parijs via Bourgondië en de Jura naar Genève en was 558 kilometer lang. Na Genève liep de weg nog via Thonon-les-Bains naar Montreux, ten zuiden van het Meer van Genève.

### Declassificaties
Door de aanleg van de parallelle autosnelweg A6 nam het belang van de N5 af. Daarom is de weg in 1978 ingekort van Parijs tot Dijon. Het deel tussen Parijs en Sens kreeg het nummer N6. Het deel tussen Sens en Dijon werd overgedragen aan de departementen. In 2006 zijn ook de trajecten tussen Parijs en Sens (N6) en tussen Dijon en Poligny overgedragen. Deze delen hebben daardoor nummers van de departementale wegen. De overgedragen delen van de N5 kregen de volgende nummers:
- Val-de-Marne: D6
- Seine-et-Marne: D306 (tot Melun)
- Seine-et-Marne: D606 (vanaf Melun)
- Yonne: D606 (tot Sens)
- Yonne: D660 (tussen Sens en Theil-sur-Vanne)
- Yonne: D905 (vanaf Theil-sur-Vanne)
- Aube: D905
- Côte-d'Or: D905
- Jura: D905 (tot Poligny)
- Jura: D1005 (vanaf Les Rousses)
- Ain: D1005
- Haute-Savoie: D1005

N1 · N2 · N3 · N4 · N5 · N6 · N7 · N9 · N10 · N11 · N12 · N13 · N14 · N15 · N17 · N19 · N19J · N20 · N21 · N22 · N24 · N25 · N27 · N28 · N31 · N33 · N34 · N36 · N37 · N41 · N42 · N43 · N44 · N47 · N49 · N51 · N52 · N57 · N58 · N59 · N61 · N61A · N65 · N66 · N67 · N70 · N77 · N79 · N80 · N82 · N83 · N85 · N86 · N87 · N88 · N89 · N90 · N94 · N98 · N100 · N102 · N104 · N105 · N106 · N109 · N112 · N113 · N116 · N118 · N118A · N118B · N122 · N123 · N124 · N125 · N126 · N129 · N134 · N135 · N136 · N137 · N138 · N141 · N142 · N145 · N147 · N149 · N150 · N151 · N154 · N157 · N158 · N159 · N162 · N164 · N165 · N166 · N171 · N174 · N175 · N176 · N182 · N184 · N186 · N186A · N186B · N188 · N191 · N192 · N201 · N202 · N205 · N209 · N216 · N221 · N224 · N225 · N227 · N230 · N237 · N244 · N248 · N249 · N250 · N254 · N265 · N274 · N282 · N296 · N301 · N303 · N306 · N314 · N315 · N316 · N320 · N324 · N330 · N337 · N338 · N346 · N353 · N356 · N363 · N385 · N388 · N401 · N406 · N410 · N416 · N425 · N431 · N440 · N441 · N444 · N446 · N449 · N481 · N486 · N488 · N489 · N520 · N524 · N532 · N537 · N542 · N543 · N568 · N569 · N572 · N580 · N814 · N844 · N1007 · N1012 · N1013 · N1014 · N1019 · N1021 · N1029 · N1031 · N1043 · N1050 · N1075 · N1083 · N1104 · N1113 · N1134 · N1135 · N1141 · N1154 · N1338 · N1547 · N1569 · N2028 · N2043 · N2057 · N2162 · N2249